# Emilio Morpurgo
Emilio Morpurgo (Padova, 23 ottobre 1836 – Padova, 15 febbraio 1885) è stato uno statistico e politico italiano.

## Biografia
Fu docente di statistica presso l'Università degli Studi di Padova, di cui fu rettore tra il 1880 e il 1882.
Rivestì il ruolo di parlamentare della destra storica dalla liberazione del Veneto fino alla morte - con un intervallo tra il 1876 e il 1880. Nel 1880 fondò l'Annuario delle scienze giuridiche sociali e politiche. Ebbe l'incarico di segretario del Ministero dell'Agricoltura, Industria e Commercio tra il 1873 e il 1876, e di relatore dell'Inchiesta Jacini per le province del Veneto.
Approfondì, nei suoi studi, le misere condizioni di vita dei contadini veneti e fu un convinto sostenitore degli ideali del mutualismo:
(cit. da Saggi statistici ed economici sul Veneto, 1868, p. 274)
Il suo pensiero viene generalmente ricondotto a quello della "scuola lombardo-veneta", favorevole all'intervento dello Stato nel campo economico e sociale.

## Opere
Le sue maggiori pubblicazioni sono:
- Saggi statistici ed economici sul Veneto, Padova, Società d'incoraggiamento, 1868
- La statistica e le scienze sociali, Firenze, Le Monnier, 1872
- L'istruzione tecnica in Italia, Roma, Barbèra, 1875
- Le condizioni del mutuo soccorso in Italia e in altri stati d'Europa,Roma, Tip. Elzeviriana, 1876
- Marco Foscarini a Venezia nel secolo 18, Firenze, Le Monnier, 1880
- La democrazia e la scuola, Torino, Fll.i Bocca, 1885